# Чупикуаро (штат Мичоакан)
Чупикуаро (исп. Chupícuaro) — населённый пункт в Мексике, входит в штат Мичоакан. Население 38 человек.